# GNG11
GNG11‏ (G protein subunit gamma 11) هوَ بروتين يُشَفر بواسطة جين GNG11 في الإنسان.